# Escaphiella cristobal
Espèce
Escaphiella cristobal est une espèce d'araignées aranéomorphes de la famille des Oonopidae.

## Distribution
Cette espèce est endémique de l'île San Cristóbal aux îles Galápagos,. Elle se rencontre à 450 m d'altitude sur le Cerro Palada.

## Description
Le mâle holotype mesure 1,26 mm et la femelle paratype 1,54 mm.

## Étymologie
Cette espèce est nommée en référence au lieu de sa découverte, l'île San Cristóbal.

## Publication originale
- Platnick & Dupérré, 2009 : The American goblin spiders of the new genus Escaphiella (Araneae, Oonopidae). Bulletin of the American Museum of Natural History, no 328, p. 1-151 (texte intégral).